# Stop JJOO 2030
El manifiesto Stop JJOO 2030 es una declaración pública del año 2021 contraria a la candidatura de los Juegos Olímpicos de invierno Pirineos-Barcelona 2030. Impulsado por la sociedad civil organizada en la coordinadora catalana de plataformas SOS Pirineus, contó con la adhesión de representantes del mundo rural, excursionista, cultural y político.
El manifiesto alerta que apostar por esta candidatura en un contexto de calentamiento global es una grave irresponsabilidad y advierte que las estaciones de esquí pirenaicas ya dependen en buena medida de la producción artificial de nieve y, por tanto, no serán viables a medio plazo y quedarán obsoletas. El manifiesto también propone retirar el proyecto de candidatura y canalizar las inversiones para potenciar un cambio de modelo socioeconómico que diversifique la economía, luche contra la especulación y el despoblamiento en las comarcas de montaña, y proteja los espacios de interés natural y paisajístico.
En marzo de 2022, se hizo público el nacimiento de STOP JJOO Aragón bajo el lema «Por un Pirineo vivo, Por nuestro futuro ¡STOP JJOO!», una plataforma homóloga en la catalana que trabaja a favor tres puntos básicos: la retirada del de la candidatura olímpica y su entierro definitivo, detener los proyectos de ampliación de las pistas de esquí de Canal Roya y del Valle de Castanesa, y dirigir las inversiones económicas hacia un modelo basado en cubrir las necesidades del territorio y de la población pirenaica. A través de un manifiesto, la plataforma lamentó que el gobierno de Javier Lambán quiera gastar el 85% del presupuesto del fondo europeo de recuperación destinado al turismo responsable en varios proyectos para mejorar las instalaciones de las estaciones de esquí: realizar la conexión entre Candanchú y Astún y la telecabina de Benasque en Cerler, donde también se pretende ampliar el acceso.
El 20 de junio de 2022, el Comité Olímpico Español descartó definitivamente una candidatura para los Juegos Olímpicos de Invierno de 2030 ante la imposibilidad de llegar a un acuerdo entre los gobiernos de Javier Lambán y Pere Aragonès. Al conocerse la noticia, la Candidatura de Unidad Popular y En Comú Podem celebraron que se abandonara este «macroproyecto» y reclamaron un nuevo plan de inversiones para el Pirineo. La plataforma Stop JJOO 2030 aseguró que seguiría trabajando «por otro modelo económico, territorial y de país», y para que la candidatura no se planteara en un futuro.